# Universal Motor Car Company
Universal Motor Car Company war ein US-amerikanischer Hersteller von Automobilen. Eine andere Quelle verwendet die Firmierung Universal Motor Company.

## Unternehmensgeschichte
Das Unternehmen wurde 1914 in Washington in Pennsylvania gegründet. R. M. Paxton war Präsident, J. H. Donnan Vizepräsident und J. B. Allison Schatzmeister. Sie bezogen das ehemalige Werk der Croxton-Keeton Motor Company. Im gleichen Jahr begann die Produktion von Automobilen. Der Markenname lautete Universal. Noch 1914 endete die Produktion. Im Februar 1915 wurde alles versteigert.

## Fahrzeuge
Im Angebot stand nur ein Modell. Es hatte einen Vierzylindermotor mit Wasserkühlung. 71,4375 mm Bohrung und 101,6 mm Hub ergaben 1629 cm³ Hubraum. Die Motorleistung von 18 PS wurde über ein Dreiganggetriebe an die Hinterachse übertragen. Das Fahrgestell hatte 244 cm Radstand. Der einzige Aufbau war ein Roadster mit zwei Sitzen. Der Neupreis betrug 475 US-Dollar.